# Winneconne
Winneconne ist eine Stadt (mit einem gleichnamigen „Village“) im Winnebago County im US-amerikanischen Bundesstaat Wisconsin. Im Jahr 2010 hatte Winneconne 2383 Einwohner.

## Geografie
Winneconne liegt im Osten Wisconsins, zwischen dem Lake Polygan und dem Lake Butte des Morts sowie beiderseits des beide Seen verbindenden Wolf River. Dieser ist ein Nebenfluss des rund 90 km nordöstlich in den Michigansee mündenden Fox River. Die geografischen Koordinaten von Winneconne sind 44°06′39″ nördlicher Breite und 88°42′45″ westlicher Länge. Das Gemeindegebiet erstreckt sich über eine Fläche von 5,05 km², die sich auf 3,96 km² Land- und 1,09 km² Wasserfläche verteilen.
Nachbarorte von Winneconne sind Winchester (13,8 km nordnordöstlich), Neenah (25,5 km ostnordöstlich), Winnebago (18,4 km ostsüdöstlich), Oshkosh (19,5 km südöstlich) und Omro (10,4 km südlich).
Die nächstgelegenen Großstädte sind Green Bay an der Mündung des Fox River in den Michigansee (89,9 km nordöstlich), Milwaukee (153 km südsüdöstlich) und Wisconsins Hauptstadt Madison (155 km südsüdwestlich).

## Verkehr
Der vierspurig ausgebaute U.S. Highway 45 verläuft etwa 4 km westlich des Ortes in Nordwest-Südost-Richtung. Der Wisconsin State Highway 116 führt als Hauptstraße durch Winneconne. Alle weiteren Straßen sind untergeordnete Landstraßen, teils unbefestigte Fahrwege sowie innerörtliche Verbindungsstraßen.
Mit dem Outagamie County Regional Airport befindet sich 35,4 km nordöstlich der nächste Flughafen. Die nächsten Großflughäfen sind der Milwaukee Mitchell International Airport in Milwaukee (167 km südsüdöstlich), der O’Hare International Airport in Chicago (279 km in der gleichen Richtung) und der Minneapolis-Saint Paul International Airport (434 km westnordwestlich).

## Bevölkerung
Nach der Volkszählung im Jahr 2010 lebten in Winneconne 2383 Menschen in 1027 Haushalten. Die Bevölkerungsdichte betrug 601,8 Einwohner pro Quadratkilometer. In den 1027 Haushalten lebten statistisch je 2,32 Personen.
Ethnisch betrachtet setzte sich die Bevölkerung zusammen aus 97,5 Prozent Weißen, 0,2 Prozent Afroamerikanern, 0,3 Prozent amerikanischen Ureinwohnern, 0,3 Prozent Asiaten sowie 0,8 Prozent aus anderen ethnischen Gruppen; 0,8 Prozent stammten von zwei oder mehr Ethnien ab. Unabhängig von der ethnischen Zugehörigkeit waren 1,3 Prozent der Bevölkerung spanischer oder lateinamerikanischer Abstammung.
22,6 Prozent der Bevölkerung waren unter 18 Jahre alt, 60,7 Prozent waren zwischen 18 und 64 und 16,7 Prozent waren 65 Jahre oder älter. 50,9 Prozent der Bevölkerung war weiblich.
Das mittlere jährliche Einkommen eines Haushalts lag bei 53.413 USD. Das Pro-Kopf-Einkommen betrug 33.928 USD. 7,3 Prozent der Einwohner lebten unterhalb der Armutsgrenze.

## Bekannte Bewohner
- Frank Bateman Keefe (1887–1952) – Abgeordneter des US-Repräsentantenhauses – geboren in Winneconne